# Campo Santo (azienda)
Campo Santo Productions LLC è un'azienda statunitense sviluppatrice di videogiochi con sede a Bellevue, nello Stato di Washington. Fondato il 18 settembre 2013 da Sean Vanaman, Jake Rodkin, Nels Anderson e Olly Moss, lo studio è noto per il suo primo titolo di debutto Firewatch, del 2016. A dicembre 2016, il gioco ha venduto oltre un milione di copie. Nell'aprile 2018, la società fu acquisita da Valve Corporation. Da allora, come dichiarato dallo sviluppatore Chris Remo, il progetto di sviluppo di un ulteriore titolo è in pausa.

## Storia
Sean Vanaman, co-fondatore dell'azienda, è stato il co-leader e autore principale del videogioco The Walking Dead; tuttavia, dopo aver discusso insieme al co-fondatore di Idle Thumbs Jake Rodkin, lui e Rodkin hanno co-fondato l'attuale studio Campo Santo, questa volta affiancati dal designer di Mark of the Ninja Nels Anderson e dall'artista Olly Moss. Lo studio è stato fondato a San Francisco il 18 settembre 2013. Poco tempo dopo, annunciarono che Panic avrebbe riavviato lo sviluppo del loro videogioco d'esordio.
L'environment artist Jane Ng e il designer e compositore Chris Remo, all'epoca entrambi dipendenti della Double Fine Productions, si unirono a Campo Santo. Dopo un dipinto creato da Moss, Ng ha adattato lo stile estetico del dipinto in un ambiente tridimensionale ispirandosi alle colorazioni delle pubblicità di New Deal, alle icone del National Park Service e al Parco nazionale di Yellowstone, nel quale il team ha visitato una torre di avvistamento conservata a 2 miglia dal campeggio. Lo sviluppo alla fine ha portato all'annuncio di Firewatch nel marzo 2014, con una prima versione del gioco prevista originariamente per il 2015.
Il 30 agosto 2014, la demo del gioco è stata rilasciata al PAX West, rivelando la trama generale. La demo è stata poi rilasciata nuovamente il 12 marzo 2015 presso GDC, che aveva anche uno stand separato ospitato da Ng e al PAX West il 2 settembre 2016. Il gioco è stato rilasciato il 6 febbraio 2016 per Microsoft Windows, PlayStation 4, OS X e Linux, più una versione per Xbox One pubblicata il 21 settembre, che includeva un audioguida e una modalità di roaming libero. Il gioco ha ricevuto generalmente recensioni positive da parte della critica. La colonna sonora originale di Firewatch è composta da Chris Remo ed è stata distribuita digitalmente insieme al gioco. Nel 2016 la colonna sonora è stata pubblicata anche in copia fisica, su vinile.
Il 3 febbraio 2016, in un'intervista con Red Bull, Vanaman ha dichiarato che il prossimo progetto di Campo Santo non sarà un sequel di Firewatch. Il 26 settembre dello stesso anno, sia Campo Santo che Good Universe hanno promosso una partnership per la realizzazione di un adattamento cinematografico di Firewatch. A novembre, la società ha dichiarato che verso la fine del 2016 saranno disponibili, in edizione limitata, le copie fisiche di Firewatch. Nel complesso, Firewatch ha venduto oltre un milione di copie.
Il 27 giugno 2016, la Ford Motor Company ha utilizzato un'immagine che ricorda una delle immagini promozionali usate per Firewatch, il che ha causato polemiche sia da parte di Panic che da Vanaman e gli altri. Poco dopo, la Quirk Auto Dealers ha rilasciato scuse, affermando che la Ford non era coinvolta nella pianificazione della loro pubblicità.
Il 10 settembre 2017, Sean Vanaman ha twittato che avrebbe rilasciato un Digital Millennium Copyright Act (DMCA) contro lo streamer PewDiePie, a seguito di un insulto razzista usato dallo youtuber durante uno streaming su PlayerUnknown's Battlegrounds. Come risultato di quella mossa, c'è stata una reazione negativa da parte della comunità contro un abuso percepito dalla DMCA e Firewatch e quest'ultimo è stato "bombardato da una serie di revisioni" su Steam; tuttavia, Ars Technica ha osservato che la società in precedenza ha dichiarato sul proprio sito web di aver dato il permesso sulla trasmissione e la monetizzazione dei video realizzati durante i gameplay sul gioco.
Il 21 aprile 2018, Campo Santo annunciò che erano stati acquisiti da Valve Corporation e che in seguito si sarebbero trasferiti nel quartier generale di Bellevue, a Washington, e che avrebbero continuato lo sviluppo di In the Valley of Gods tramite Valve. La nuova disposizione consente al team di Campo Santo, ora impiegato di Valve, di attingere alle conoscenze di Valve, anche se quest'ultima non interferirà sull'effettivo sviluppo del gioco.
Il 24 marzo 2020, Chris Remo sviluppatore di Campo Santo, a seguito di un'intervista da PCGamesN dichiara che: "Non c'è stato propriamente un momento in cui è stato deciso, ma la gente ha iniziato a lavorare su altri progetti all'interno della compagnia. Io ho lavorato ad Underlords per un po', ho lavorato a Half-Life: Alyx successivamente, finché non è diventata chiara la situazione e ci siamo detti di mettere in pausa il progetto per un po' e vedere se possiamo ritornarci in futuro".

## Videogiochi
| Videogioco            | Anno di pubblicazione | Piattaforme                                                               |
| --------------------- | --------------------- | ------------------------------------------------------------------------- |
| Firewatch             | 2016                  | Microsoft Windows, macOS, Linux, PlayStation 4, Xbox One, Nintendo Switch |
| In the Valley of Gods | cancellato            | Microsoft Windows, macOS, Linux                                           |